# Minebea PM-9
Minebea PM-9, официально известный в Силах самообороны Японии (JSDF) как 9mm Machine Pistol (яп. 9mm機関拳銃 Kyumiri Kikan Kenjū) или как M9 — пистолет-пулемёт японского производства. Аналогичен в плане конструкции израильскому IMI Mini-Uzi, но отличается внешним видом и обращением.
Сухопутные силы самообороны Японии использует PM-9 в качестве штатного пистолета-пулемёта, хотя в некоторых подразделениях специального назначения теперь используют другое оружие. 1-я воздушно-десантная бригада и пехотный полк Западной армии — единственные подразделения специального назначения Сухопутных сил самообороны Японии (JGSDF), которые, как известно, вооружены PM-9 в качестве основного пистолета-пулемета. Сообщается, что PM-9 используется в группе спецназа. Японские воздушные силы самообороны (JASDF) используют его при обеспечении безопасности баз.

## История

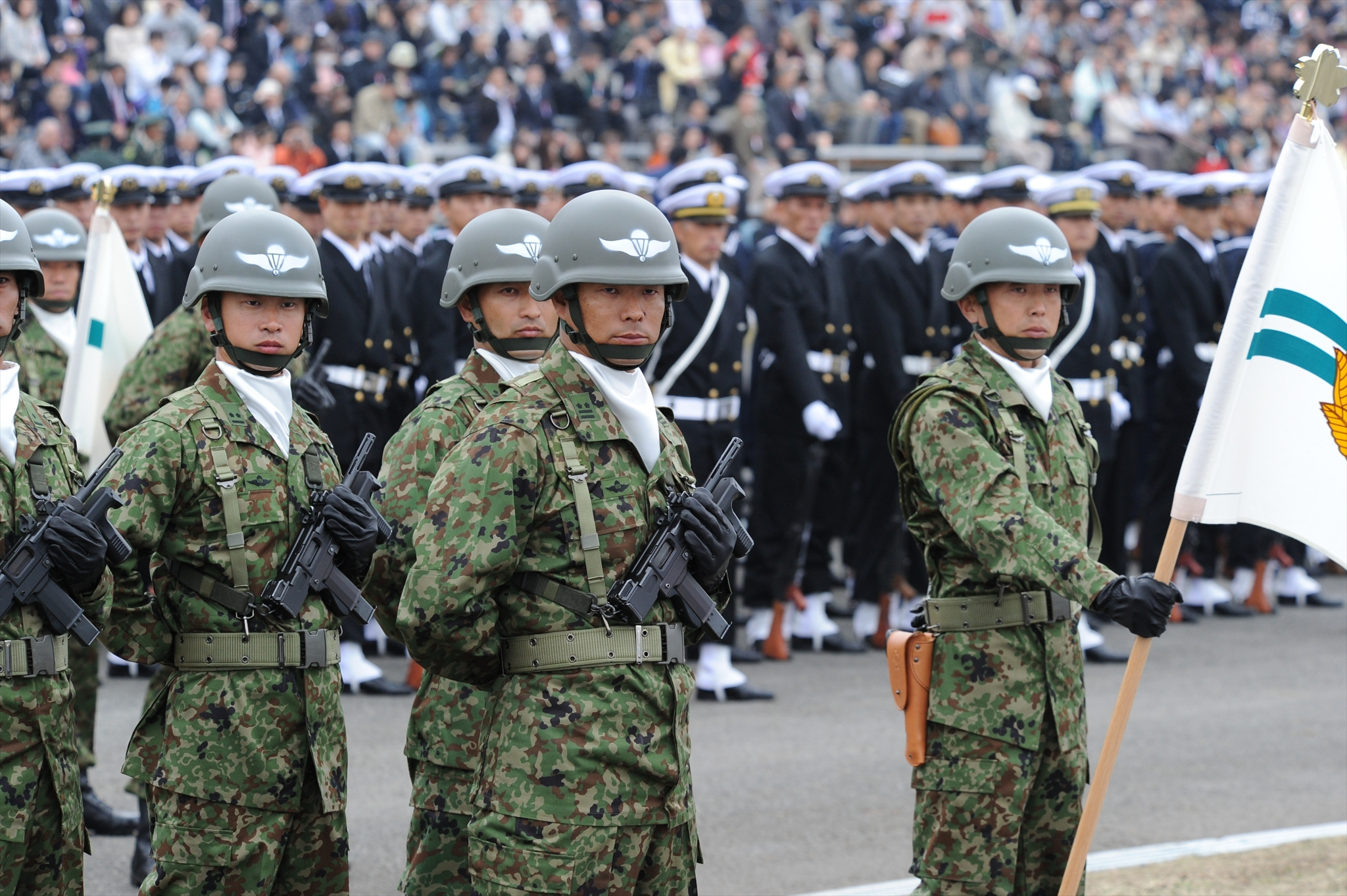
Десантники 1-й воздушно-десантной бригады на параде с PM-9.

PM-9 производится компанией Nippon Miniature Bearing Company, также известной как Minebea. По конструкции аналогичен пистолету-пулемёту Mini-Uzi. Был принят на вооружение в 1999 году для нефронтовых сил, таких как водители транспортных средств, артиллерийский личный состав, некоторые подразделения спецназа и некоторые офицеры, которым отдавалось предпочтение в отношении лучшего снаряжения.
Хоть он и является официальным пистолетом-пулемётом более десяти лет, на 2009 год командование сил самообороны рассматривает возможную замену PM-9 и в ближайшем будущем планируется поэтапный отказ от него. Одной из возможных замен является немецкий Heckler & Koch MP5. Войска сил самообороны, назначенные для караульной службы на гарнизонных базах Морских (JMSDF) и воздушных сил самообороны, заменили свои PM-9 на другие пистолеты-пулемёты, и сухопутные силы также в конечном итоге заменит PM-9.

## Описание
PM-9 внешне несколько отличается от своего израильского аналога. Передняя рукоятка установлена под стволом PM-9, чтобы облегчить полностью автоматическую стрельбу с установленным пламегасителем. Он также может быть модифицирован, чтобы иметь складной приклад, съёмный глушитель и установленный коллиматорный прицел, хотя эти модификации вряд ли будут использоваться в миротворческих операциях за рубежом, поскольку такие действия не вовлекают японских солдат в боевые ситуации. PM-9 изначально изготавливались с деревянными пистолетной рукояткой и цевьём. Пластик используется на тех моделях, что в настоящее время находится на службе сил самообороны.